# Столичный банк сбережений
Столи́чный банк сбереже́ний — один из крупнейших российских банков в период 1992—1998 годов.

## История
В 1989 году А. П. Смоленский создал коммерческий банк «Столичный» и был избран председателем его правления, а к 1994 году стал президентом банка.
В 1994 году банк «Столичный» был переименован в «Столичный банк сбережений» (СБС).
В 1996 году А. Смоленский приобрёл контрольный пакет акций Агропромбанка, после чего в 1997 году «Столичный банк сбережений» был переименован в «СБС-Агро».
Проведённый Генеральной прокуратурой компьютерный анализ заключённых сделок показал, что этот банк участвовал в спекуляциях на рынке ГКО (что стало одной из причин дефолта 1998 года).
Накануне финансового кризиса 1998 года «СБС-Агро» занял второе в России после Сбербанка место по количеству вкладчиков — физических лиц (2 млн человек). Банк входил в десятку крупнейших российских банков по размеру собственного капитала. Но кризис привёл банк к фактическому банкротству. В сентябре 1998 года в банке была введена временная администрация Центрального банка России. Затем банк был передан под управление Агентства по реструктуризации кредитных организаций (АРКО). Уставный капитал банка был уменьшен до одного рубля, после чего АРКО стало его главным акционером (99,9 %). В итоге было принято решение о ликвидации банка и в январе 2003 года у него была аннулирована банковская лицензия.
После кризиса 1998 года на базе дочерних банков группы «СБС-Агро» А. Смоленским была сформирована банковская группа «ОВК».
В июне 2003 года А. Смоленский заявил журналистам, что удаляется от дел, а акционеров группы «ОВК» отныне будет представлять его сын.
Председателем Правления Банка был назначен один из учеников А.Смоленского — Першин Владислав Валерьевич.
Летом 2003 года группа «ОВК» была продана за $200 млн компании «Интеррос».
Однако ещё в 2001 году банк «Северо-Западное ОВК» был выведен из состава группы «ОВК», а затем переведён из Санкт-Петербурга в Москву. В начале 2004 года он был переименован в «Столичное кредитное товарищество».